# Kriegerdenkmal Bensberg

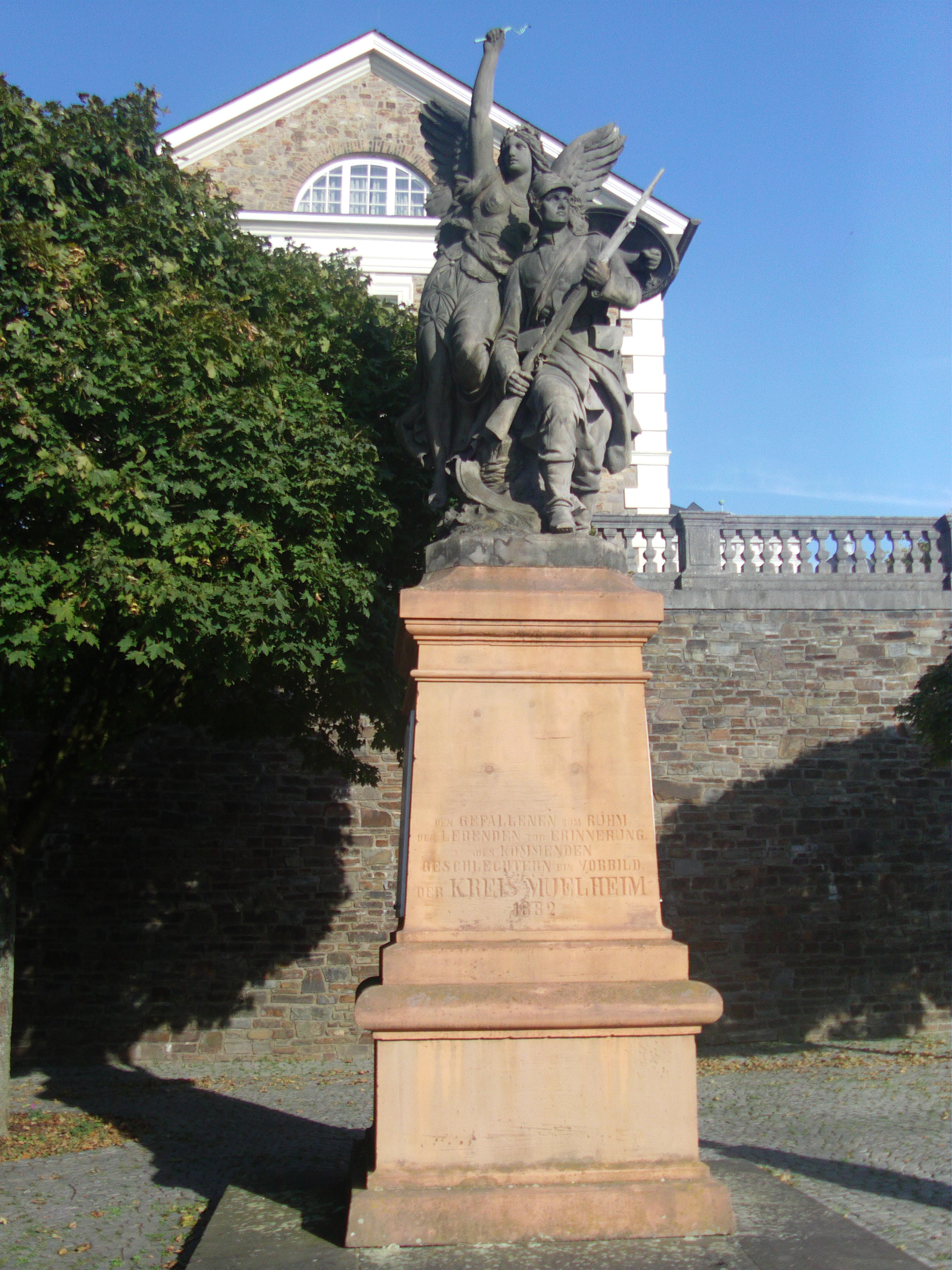
Kriegerdenkmal von 1881

Das Kriegerdenkmal Bensberg steht vor dem Schloss Bensberg an der Kadettenstraße kurz vor der Einmündung in die Jan-Wellem-Straße im Stadtteil Bensberg in Bergisch Gladbach. Es wurde als Nr. 60 in die Liste der Baudenkmäler in Bergisch Gladbach eingetragen.

## Beschreibung
Auf einem rechteckigen hohen Sockel steht ein Soldat mit einem Sturmgewehr in Angriffshaltung. Er ist bekleidet mit einem langen Mantel und trägt genagelte Stiefel. Am Gürtel hängen Taschen für Proviant, Munition und sonstige Kleinteile, auf dem Kopf trägt er einen Helm, an seiner Seite hängt ein Schwert. Er wird beschützt von einer hinter ihm stehenden Siegesgöttin. Sie hält mit der linken Hand einen Schutzschild über ihn. In der rechten Hand trägt sie einen Lorbeerzweig. Sie hat große Flügel und trägt ein weites Gewand, über der Schulter hängt ein Bärenfell. Beide gehen über Steine und ein gebrochenes Wagenrad.
In den Sockel wurde folgende Inschrift eingemeißelt:

Den Gefallenen zum Ruhm, den Lebenden zur Erinnerung, den kommenden Geschlechtern zum Vorbild, der Kreis Mülheim, 1882.
An der Plinthe der Figurengruppe hat der aus dem Siegerland gebürtige, seit 1881 an der Königsberger Kunstakademie lehrende Bildhauer Friedrich Reusch sein Werk signiert und datiert: F. Reusch, fec. 1881. Um das Denkmal herum stehen vier Mörser-Kanonen aus der Zeit um 1870, die in Spandau gefertigt worden sind.

## Geschichte
Das Kriegerdenkmal widmete der Kreis Mülheim am Rhein seinen gefallenen Soldaten des Deutsch-Dänischen Kriegs 1864, des Deutsch-Österreichischen Kriegs 1866 und des Deutsch-Französischen Kriegs 1870/1871. In einer Feierstunde wurde es am 25. Juni 1882 in Anwesenheit von Abordnungen der hohen Zivil- und Militärbehörden aus den umliegenden Bürgermeistereien und allen Kadetten aus der Kadettenanstalt im Schloss Bensberg enthüllt.
Das Denkmal trägt auf beiden Seiten je eine weiße Marmorplatte, auf denen mit schwarzen Lettern die Namen, der jeweilige Heimatort und das Todesjahr der betreffenden Soldaten zu lesen sind. 1864 fiel ein Soldat aus dem Kreis, 1866 waren es fünfzehn und 1870/71 sogar 47. 
Bis 1935 stand das Denkmal etwa 30 Meter weiter südlich vor dem Haupteingang zum Schloss. Es musste von dort versetzt werden, weil es die Einfahrt versperrte und den Blick von Westen auf das Schloss behinderte.